# Atmosphere (canção de Wanessa Camargo)
"Atmosphere" é uma canção da cantora Wanessa Camargo, do seu segundo álbum ao vivo DNA Tour (2013). Foi composta pela própria com o auxílio do Jason Deere, Bryan Gentry, Paul Couture, com a produção a cargo de Mister Jam. A sua gravação decorreu em 2011 e 2012.
Mesmo sem ter sido lançada como single, devido às descargas digitais posteriores ao lançamento do disco, conseguiu entrar na tabela Brasil Hot 100 Airplay e Brasil Regional Belo Horizonte Hot Songs. Como forma de divulgação, a faixa foi incluída no alinhamento da digressão DNA Tour (2013).

## Produção e composição
"Atmosphere" é uma canção que deriva do gênero electronic dance music. Com a duração de três minutos e cinquenta e três segundos, sua produção ficou a cargo do disc jockey brasileiro Mister Jam. As gravações em estúdios ocorreram em 14 de março de 1011 à janeiro de 2012, sendo iniciada em Miami Beat Studios em Miami, Flórida nos Estados Unidos, e finalizada no JamWorks Studios em São Paulo, Brasil. A sua composição foi construída com uso de sintetizadores e baixo. Liricamente, a intérprete fala sobre a sintonia de seu parceiro em sua vida, e considera que a relação dos dois são ligadas entre os mesmos. A metáfora de atmosfera é usada na música para descrever que, a situação de estar em sincronia com uma pessoa, é grande e perigosa ao mesmo tempo, fazendo assim referência a pressão atmosférica.

## Faixas e formatos
| Download digital |              |                                                       |         |  |
| N.º              | Título       | Compositor(es)                                        | Duração |  |
| 1.               | "Atmosphere" | Jason Deere Bryan Gentry Paul Couture Wanessa Camargo | 3:53    |  |

## Histórico de lançamento
| País   | Data                   | Formato(s) | Gravadora  |
| ------ | ---------------------- | ---------- | ---------- |
| Brasil | 15 de novembro de 2012 | Airplay    | Sony Music |